# Abbasgulu Bakıjanov
Abbasgulu aga Bakıjanov (en azerí: Abbasqulu ağa Bakıxanov Qüdsi) fue un poeta, escritor, científico, filósofo y traductor de Azerbaiyán.
Uno de los ilustrados de Azerbaiyán del siglo XIX, Abbasgulu aga Bakijanov, estableció la ciencia de la historiografía de Azerbaiyán. Es autor de los versos en los idiomas azerí, árabe y persa con apodo Gudsí. Fue uno de los organizadores del círculo científico-literario (1835) Gulustán en Quba. 
En los años 1820-1830, cuando él servía en el ejército de la Rusia Zarista asistió como intérprete a la firma de los acuerdos de Gulustán (1813) y Turkmenchay (1828).

## Vida

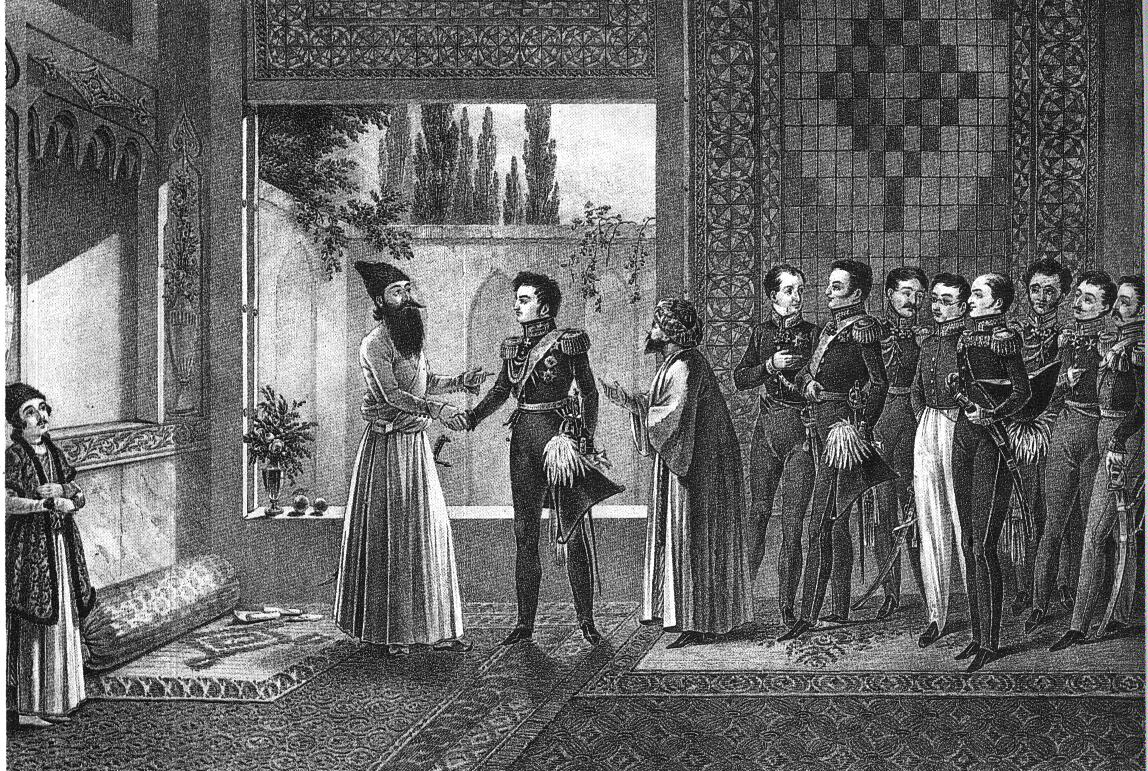
Abbas Mirza se reunió con el general Iván Paskévich. Bakikhanov como traductor estuvo presente en esta reunión.

Abbasgulu aga Bakijanov nació en el seno de una familia rica, en la aldea de Amiryan (Amirhayian, nombre antiguo), el 4 de junio del año 1794. Su padre II Mirza Mahammad kan era del linaje de Bakijans, su madre Sofia janím era una mujer georgiana que había aceptado el islam. Bakijanov vivió en Bakú hasta la edad de 8 años, pasó el primer período de la infancia en las aldeas de Absherón, Amiryán, Mashtaga y Balajaní. 
Como en 1802 su padre perdió las batallas por el trono del kanato quedando su primo Huseyngulu kan, él estuvo forzado trasladarse a la aldea de Amsar, que le había donado hace tiempo su tío Fatali kan. Abbasgulu aga vivió en Gubá, en la aldea de Amsar hasta el año de 1819 y continuó su educación inconclusa. 
Allí aprendió a la perfección los idiomas árabe y persa y leyó muchas obras literarias escritas en estos idiomas. Junto con las lenguas del Oriente procuró aprender muy bien la literatura, teología y filosofía. 
En 1819 Bakijanov se trasladó a Tbilisi por la invitación del dirigente principal del Cáucaso, general A. Yermolov, fue aceptado como traductor de lenguas orientales en el Departamento General Militar del Cáucaso y trabajó en este cargo durante 26 años. 
Asimismo, allí conoció a Aleksandr Griboyédov; incluso este último leyó la primera versión de las obras de Abbasgulu Bakıjanov. El poeta alemán Friedrich von Bodenstedt, que por aquel entonces vivía, en Tbilisi valoró altamente la creación de Abbasgulu Bakıjanov en su obra Mil y un días en el Oriente. 
A. Bakijanov tuvo amistad con Aleksandr Griboyédov, F. Bodenstedt, Fazil jan Sheyda, Mirza Shafi Vazeh, Mirza Fatali Ajundzade, etc. 
Permaneció en Azerbaiyán del Sur en 1827, en los años 1833-1834 vivió en Varsovia y San Petersburgo, conoció a la familia del poeta ruso Aleksandr Pushkin. En 1835 al regresar a Gubá continuó su creación científico-literaria y creó el círculo literario llamado Gulustán. En 1826 Bakikhanov se casó con Sakina.

## Galería

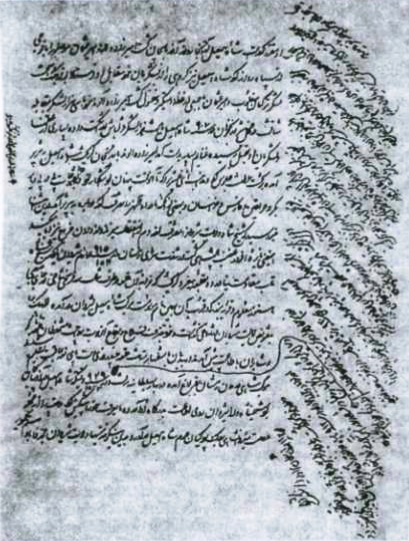
Página del manuscrito de Gulistani Irem.
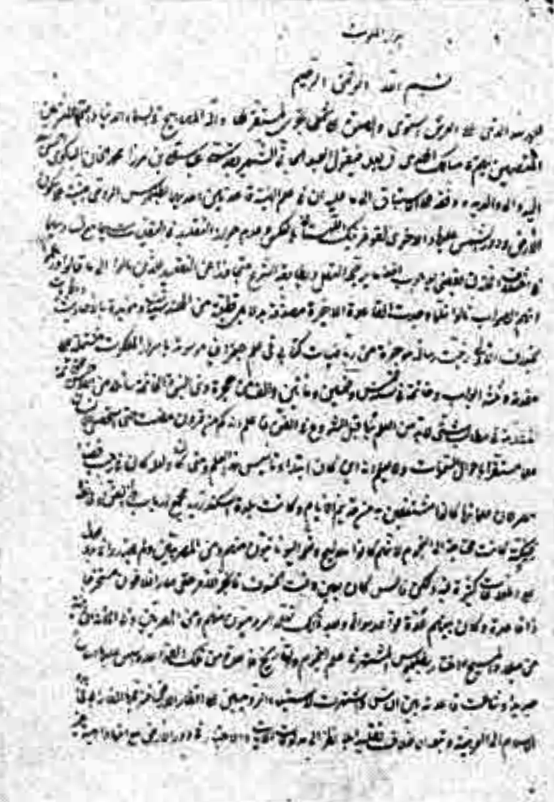
La primera página del manuscrito de Asrar al-Malakut (Los Secretos de los Cielos) del científico azerbaiyano Abbasgulu Bakikhanov.
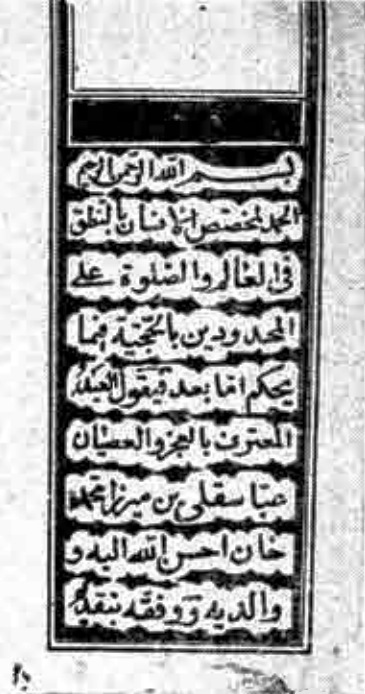
La primera página del manuscrito de Ser de pesos del científico azerbaiyano Abbasgulu Bakikhanov.